# Metroid Prime
Metroid Prime es un videojuego de acción-aventura en primera persona con componentes de disparos y plataformas, desarrollado por Retro Studios y distribuido por Nintendo para la consola Nintendo GameCube entre los años 2002 y 2003. Es el primero de la serie Metroid en ser tridimensional y usar la vista en primera persona.
El juego describe las aventuras de la cazarrecompensas Samus Aran en el planeta Tallon IV en su lucha contra los piratas espaciales y sus experimentos biológicos. En su aventura también tendrá acceso a los textos de la antigua civilización de los chozo, los antiguos habitantes del planeta, ahora extintos debido al impacto de un meteorito de phazon. A través de las cinco regiones que forman el planeta, Samus debe recuperar las partes perdidas de su equipo y los doce artefactos chozo necesarios para resolver el misterio que rodea al phazon, nexo común que une las tramas.
A pesar del rechazo inicial de los seguidores más acérrimos de la serie, debido a su nueva perspectiva en primera persona, el juego fue un éxito llegando a los 2,8 millones de copias vendidas en todo el mundo. La crítica también respaldó el título y lo aclamó como uno de los mejores videojuegos de todos los tiempos.
Metroid Prime es el primer capítulo de la trilogía del mismo nombre. La historia que se inicia en este fue continuada por Metroid Prime 2: Echoes en 2004 para GameCube, Metroid Prime 3: Corruption en 2007 para Wii y próximamente Metroid Prime 4 para Nintendo Switch, anunciado en la E3 2017 . En Nintendo DS se lanzaron Metroid Prime Pinball y Metroid Prime: Hunters claramente inspirados en Prime. En 2009 ha sido relanzado en Wii bajo la línea New Play Control! en Japón y en el recopilatorio Metroid Prime Trilogy para Europa y Estados Unidos. Dicho relanzamiento (para ambas versiones) tiene pequeñas mejoras y nuevas características.
En el Nintendo Direct del 8 de febrero de 2023, Nintendo anunció el lanzamiento de Metroid Prime remasterizado en Alta definición para Nintendo Switch, siendo lanzado el mismo día de  su anuncio exclusivamente como descarga digital.

## Sistema de juego
El sistema de juego mezcla la resolución de rompecabezas con la superación de escenarios de plataformas, el combate contra diferentes enemigos y la exploración del entorno mediante escaneos. La acción se muestra en primera persona, siendo el primero de la serie en usar esta perspectiva. Sólo cuando se entra en el modo morfosfera la vista se sitúa en tercera persona para facilitar el control de la protagonista. A diferencia de los anteriores juegos de la serie, Metroid Prime es considerado una aventura más que un juego de acción en primera persona debido a la importancia que tiene la exploración sobre la acción.
Los hechos que suceden en Prime tienen lugar en un planeta llamado Tallon IV. Este mundo se divide en cinco regiones o áreas conectadas entre sí por elevadores. Cada región está formada por un conjunto de salas y espacios separados por puertas que se abren de un disparo. Las puertas pueden tener diferentes colores que corresponden con el arma que debe usarse para abrirlas.
Samus Aran, el personaje manejado por el jugador, debe explorar el planeta investigando las actividades de los piratas espaciales, mientras busca todo el equipo que ha perdido y los doce artefactos Chozo que abren el camino hacia el cráter de impacto, creado por un meteorito de phazon. Estos objetos pueden encontrarse en una zona determinada de las regiones, o bien obtenerse tras derrotar a los jefes que los custodian. La búsqueda y recolección de los objetos más el escaneo de enemigos, ordenadores etc., hace aumentar los porcentajes de cumplimiento del juego. Los porcentajes serán determinantes al final, pues harán que se muestre uno de los tres posibles finales que existen.
El HUD simula el interior del casco de Samus. En el modo de combate (la vista predeterminada) presenta un objetivo reticular (o punto de mira), un indicador de energía (salud), un radar, un mapa tridimensional de la zona, un contador de misiles, un medidor de riesgos, el tipo de rayo y visor que se están utilizando y, en caso de estar luchando contra un jefe, una barra con el nombre y la energía restante de este. Metroid Prime incluye además un sistema de pistas que proporciona al jugador una idea general de dónde debe dirigirse.
Prime es el primer juego de la serie Metroid que muestra por qué Samus comienza su aventura sin su equipo, ya que a pesar de disponer de él al principio, Samus pierde la mayoría tras su incursión en la fragata de los piratas espaciales. Los productores declararon que comenzar con ciertas mejoras era una manera de dar al jugador «diferentes cosas que hacer» antes de iniciar la verdadera aventura.

### Regiones
Tallon IV es el planeta en el que se sitúa la acción de Metroid Prime y consta de cinco regiones a explorar más el escenario final del cráter del impacto.
- La Superficie de Tallon (Tallon Overworld) es el lugar donde aterriza la nave de Samus y desde donde se puede acceder a todas las regiones, a excepción de Phendrana. En esta región se puede encontrar el gran templo Chozo y los restos de la fragata pirata Orpheon (Space Pirate Frigate Orpheron).
- Las Ruinas Chozo (Chozo Ruins) son los restos del santuario de la raza que habitó antiguamente el planeta, los Chozo. Comunica con la superficie de Tallon y las cavernas Magmoor.
- Las Cavernas Magmoor (Magmoor Caverns) están inundadas de lava y es la única vía para acceder a Phendrana. Se comunica con todas las demás regiones.
- Phendrana (Phendrana Drifts) es una región de hielo y nieve que se comunica con las Cavernas Magmoor. Aquí se localizan los laboratorios principales de los piratas espaciales.
- En las Minas de Phazon (Phazon Mines) se encuentran las instalaciones de los piratas espaciales para la investigación y extracción del Phazon. Se comunica con la Superficie de Tallon y las Cavernas Magmoor.
- El Cráter del Impacto (Impact Crater) sólo es accesible desde el gran templo Chozo en la Superficie de Tallon cuando se han conseguido los doce Artefactos Chozo. Es la morada del enemigo final: el Metroid Prime.

### Ítems
En ocasiones, cuando un enemigo es eliminado, aparece la imagen de un misil o una pequeña esfera de color. Esas esferas son las cápsulas de energía que rellenan la barra de salud de Samus, sólo si ha sido dañada. El color indica la cantidad de unidades de salud que se recuperarán. Los misiles recargan de cinco en cinco el arsenal hasta llegar al máximo.
A lo largo de la aventura existen expansiones ocultas en los escenarios que incrementan ciertas características de Samus. Estas expansiones pueden ser tanques de energía, que aumentan en cien unidades la barra de salud, o las expansiones de misiles, que aumentan en cinco unidades la capacidad del arsenal de misiles.

## Armamento

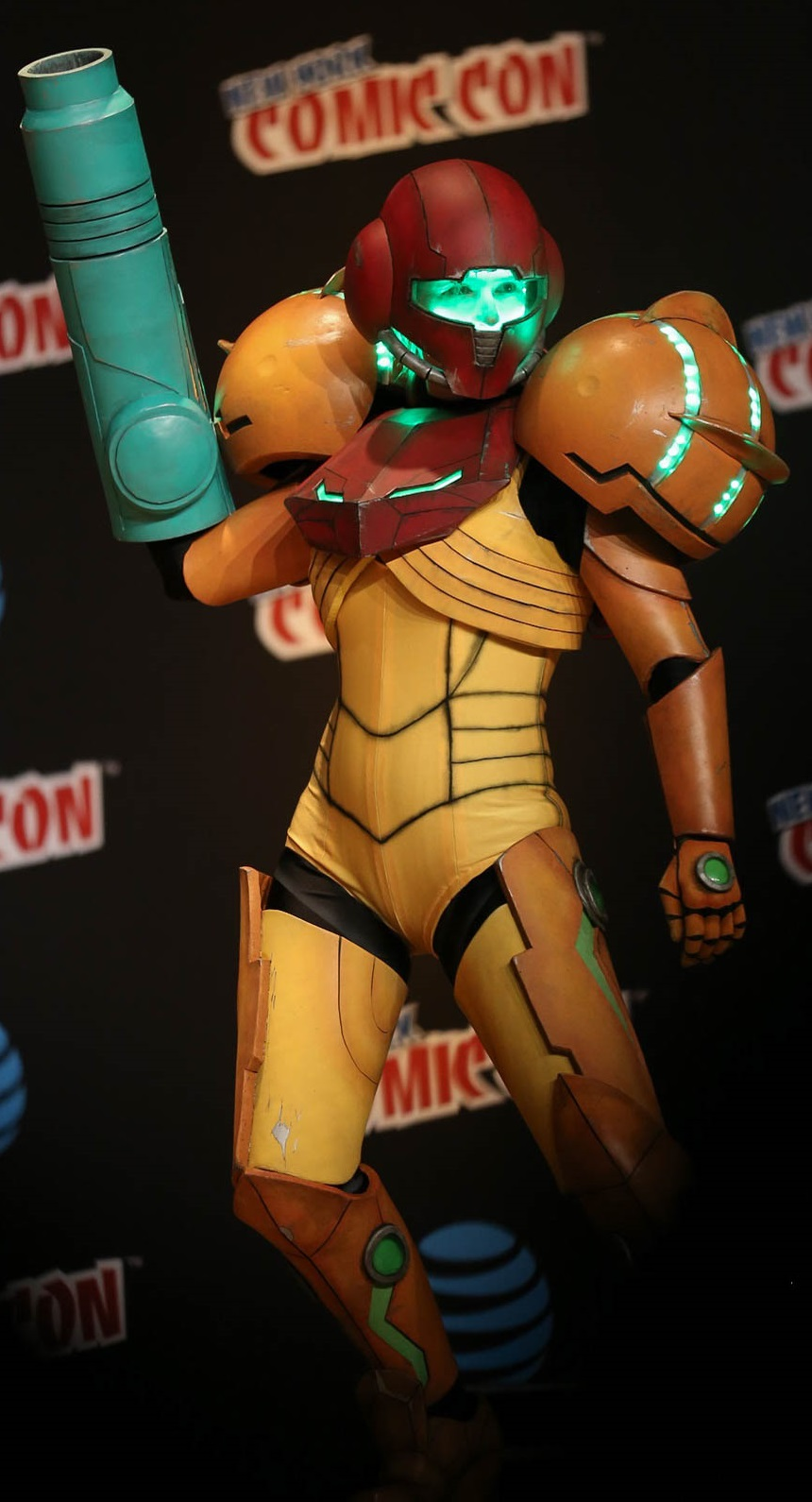
Samus Aran en su traje Varia

Rayo o Rayo Estándar (Power Beam): Es el clásico rayo inicial con el que comienza en los juegos de Metroid (se usa en todos los juegos de la saga Metroid). Su potencia es baja y sigue una trayectoria que no persigue a los enemigos, pero su cadencia de tiro es la más rápida frente a los demás rayos en los juegos de Metroid.
Misil (Misile): Básicamente sólo son misiles que van en línea recta si no se fija objetivo y que persiguen al objetivo cuando se fija. Tiene la potencia de un disparo cargado del Rayo.
Súper Misil (Super Misile): Es la combinación de una recarga del Rayo con 5 Misiles a la vez.
Rayo de Ondas (Wave Beam): Este rayo está formado por una gran cantidad de energía eléctrica, este rayo no atraviesa paredes como en el caso de los otros títulos. Su rango de disparo es poco menor al del Rayo.
Látigo de Ondas (Wavebuster): Es como el Súper Misil, pero con una recarga del Rayo de Ondas y 10 Misiles, lanza como un rayo que paraliza y drena rápidamente una descarga eléctrica al enemigo.
Rayo de Hielo (Ice Beam): Es un rayo que congela a los enemigos excepto jefes. Es muy lento tanto en la velocidad del disparo como en su cadencia. Efectivo con enemigos pequeños.
Difusor de Hielo (Ice Spreader): Es como el Súper Misil, pero con una recarga del Rayo de Hielo y 10 Misiles, este rayo lo congela todo en su rango.
Rayo de Plasma (Plasma Beam): Es un rayo de plasma y es el más eficaz y poderoso del juego. Es un rayo de fuego que quema todo lo que toca, si algún enemigo sobrevive al disparo este tomara daño adicional con las llamas.
Lanzallamas (Flamethrower): Es como el Súper Misil, pero con una recarga del Rayo de Plasma y 5 Misiles, apunta a quien quieras quemar con un chorro de fuego devastador.
Bombas: Son bombas para la morfosfera. Se usan para dañar a los enemigos, activar ciertos mecanismos, dañar estructuras compuestas de aleación talloniana o para dar un empuje a la morfosfera, como si diera saltos.
Bombas de Energía (Power Bombs): Son bombas mejoradas, que dañan a los enemigos de toda la pantalla y destruyen estructuras débiles y los bloques con su signo. Sirve tanto para acabar rápidamente con los enemigos como para destruir las estructuras hechas de Bendecio.
Rayo de Phazon (Phazon Beam): Es un rayo formado por "Phazon" que sólo puede ser utilizado con el jefe Metroid Prime en su segunda fase cuando este crea pequeños charcos de energía Phazon (cuando lo adquieres momentáneamente, aparece el título Hipermodo).

## Contenido extra

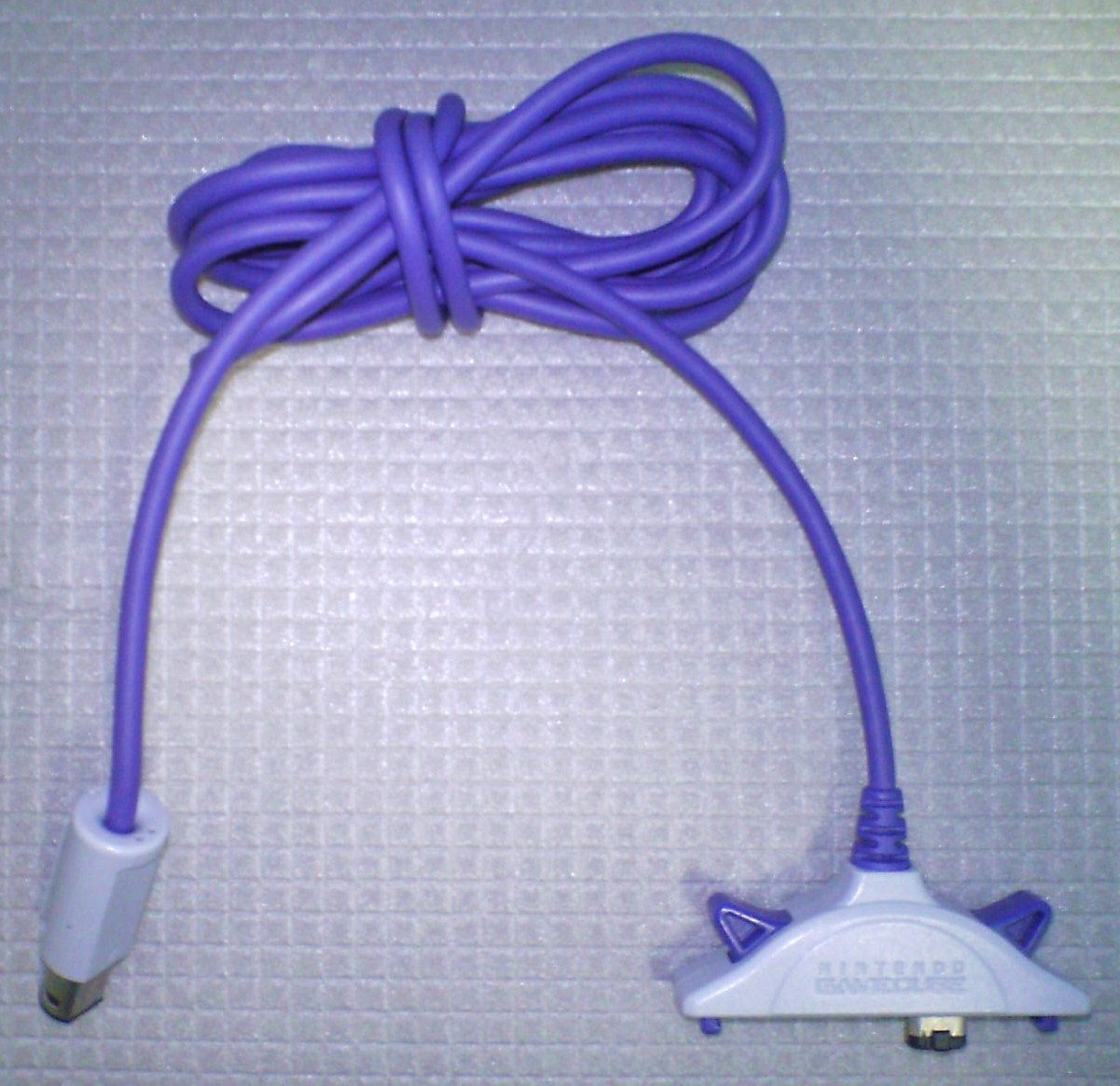
Cable Game Boy Advance de Nintendo GameCube.

El juego calcula el porcentaje de escaneos realizados y de ítems recogidos, de forma automática. Dependiendo de los porcentajes, al acabar la aventura se mostrará un final distinto, pero además, influirá en el desbloqueo de las cuatro galerías de arte disponibles.
Prime incluye dos contenidos extras desbloqueables conectando este con Metroid Fusion mediante el cable Game Boy Advance de Nintendo GameCube. Uno de estos contenidos es la posibilidad de usar el Traje Fusión del juego de Game Boy Advance. Para desbloquearlo se debe haber acabado tanto Metroid Prime como el de la portátil. El otro contenido extra es el videojuego que inició la serie, Metroid de la consola NES, al que se añade la posibilidad de guardar la partida. Para desbloquearlo basta con haber acabado el de la portátil.

## Argumento
El juego comienza cuando Samus recibe una llamada de socorro procedente de la Fragata Orpheon, propiedad de los Piratas Espaciales, cuya tripulación ha sido masacrada por los sujetos experimentales que estudiaban. Cuando llega al núcleo de la nave se encuentra con la Reina Parásito, una versión mutada gigante de un pequeño parásito. Tras eliminarla, esta cae dentro del núcleo del reactor de la nave, lo que provoca una reacción en cadena que destruye la fragata y la mayor parte del equipo de Samus. Mientras escapa de la fragata se encuentra con Ridley, en una versión cibernética de sí mismo llamada Meta Ridley, que se dirige al planeta Tallon IV.
Samus aterriza en la superficie del planeta, donde transcurrirá toda la aventura. Allí descubre las ruinas de la civilización de los Chozo, que acabó destruida por el Phazon, una sustancia que llegó a ese planeta en un meteorito junto a la criatura conocida como el Gusano. Para evitar el efecto del phazon los chozo sellaron el cráter de impacto del meteorito construyendo un templo encima.
En su exploración Samus descubre que los piratas espaciales están experimentando con el phazon e intentando acceder al interior del cráter. Todavía no han sido capaces de manipular correctamente la sustancia ni de entrar en el cráter, pues son necesarios los doce artefactos chozo que permiten abrir el sello que lo protege. Desde ese momento la misión de Samus será impedir que los piratas espaciales logren sus objetivos y profundizar en la investigación de lo que ha sucedido y sucede en el planeta. Para el éxito de la misión ha de recuperar las piezas perdidas de su equipo y localizar los doce artefactos chozo.
Metroid Prime posee un complejo guion en el que se mezclan diferentes tramas, algo que le diferencia notablemente de sus predecesores en la serie. En general, la historia avanza tras cada batalla con algún jefe importante, cuando se muestran escenas cinemáticas que muestran los nuevos sucesos que ocurren. Durante el juego, mediante los escaneos de ciertos elementos principalmente, puede seguirse el desarrollo de alguna trama como la historia pasada de los Chozo y el devenir de las acciones de los piratas espaciales en el planeta, dando así profundidad al argumento.
Los acontecimientos de la trilogía Prime se sitúan cronológicamente entre Metroid y Metroid II: Return of Samus, aunque algunas fuentes, como la adaptación al cómic de Metroid Prime de Nintendo Power sitúan el juego tras Super Metroid. Esto ocurre porque se basan en que el meteorito de phazon es un trozo del planeta Zebes destruido en Super Metroid. Sin embargo, esta teoría contradice la historia de Metroid Prime 3: Corruption, que asegura que el phazon es originario de un planeta llamado Phaaze.

## Desarrollo

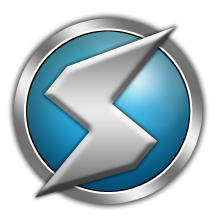
Símbolo representativo de la serie Metroid. Se puede ver que es una S, lo cual podría venir de "Samus".

Tras Super Metroid se supuso que el siguiente capítulo de la serie vería la luz en Nintendo 64, o en su expansión, el 64DD, pero a pesar de los rumores nunca llegó a entrar en la fase de producción. Shigeru Miyamoto explicaría tiempo después que la desaparición de la serie en aquella consola se debió a que «no pudieron concretar nuevas ideas».
Metroid Prime fue desarrollado por Retro Studios en colaboración con miembros del Nintendo EAD y del R&D1. Tras establecer las oficinas de Retro Studios en Austin, Texas en 1999, Retro Studios recibió cinco propuestas de juegos para desarrollar en el Nintendo GameCube, entre ellas, la de un nuevo Metroid, a pesar de no tener aún el SDK de la consola. Miembros de la propia Nintendo, como Shigeru Miyamoto, Kensuke Tanabe y Kenji Miki, así como el director y diseñador original de Metroid, Yoshio Sakamoto, estuvieron constantemente en contacto con Retro Studios a través de correos electrónicos, conferencias telefónicas y encuentros personales.
El juego fue originalmente pensado con una perspectiva en tercera persona, pero esta idea cambió tras la intervención de Miyamoto, lo que hizo descartar casi todo el trabajo técnico que se había realizado. Entre los motivos de abandonar la vista en tercera persona estaban los problemas que tuvieron en Rare con la cámara de Jet Force Gemini. Se pensó que disparar en tercera persona «no era muy intuitivo» y que a la hora de explorar sería más fácil si se usaba la vista en primera persona.
El director Mark Pacini declaró que la intención de Retro había sido que las únicas partes de dificultad fueran las batallas contra los jefes finales, para que los jugadores no tuvieran «miedo a explorar», ya que «el desafío del juego está en encontrar tu propio camino».
En 2000 tres juegos de Retro tuvieron que ser cancelados para centrar los recursos en el desarrollo de Metroid Prime, y en 2001 un cuarto (un RPG llamado Raven Blade) también lo fue, siendo Prime el único proyecto en desarrollo del estudio. Su primera aparición pública fue en un vídeo de diez segundos en el Nintendo Space World de 2000. Fue entonces cuando Retro Studios confirmó en su web que eran ellos los que estaban detrás de su desarrollo. En el E3 de 2001 Metroid Prime fue anunciado oficialmente por Nintendo, provocando todo tipo de opiniones debido al cambio de la vista lateral en 2D a la vista en primera persona tridimensional.
Kraid, uno de los jefes de Metroid y Super Metroid, intentó incluirse en la versión final, incluso el diseñador Gene Kohler lo modeló con ese propósito. Sin embargo, por la falta de tiempo, no llegó a aparecer en la versión final.

### Banda sonora
Kenji Yamamoto, asistido por Kouichi Kyuma, es el compositor de la música de Metroid Prime. La banda sonora, además de contener melodías originales, incluye mezclas de pistas oídas en anteriores juegos de la serie, ya que Yamamoto quería «satisfacer a los viejos seguidores de Metroid. Es como un regalo para ellos». El tema inicial de la Superficie de Tallon es una mezcla del tema de Brinstar, la música de las Cavernas Magmoor es una mezcla de la que se usaba en el Bajo Norfair de Super Metroid y la melodía que suena durante la lucha contra Meta Ridley es una mezcla de la música de la primera batalla con Ridley en Super Metroid, tema, por otro lado, aparecido en casi todos los juegos de la serie. La banda sonora llegó a lanzarse en formato físico bajo el título Metroid Prime and Fusion Original Soundtracks, trabajo que fue supervisado por el propio Yamamoto.
Los efectos de sonido fueron desarrollados con el apoyo de Tommy Tallarico Studios. Además, el juego fue creado para soportar Dolby Pro Logic II y permitir así un sonido envolvente.

### Versiones
Prime tuvo tres versiones. La primera versión fue la que se lanzó originalmente en Estados Unidos, primer territorio donde vio la luz. La segunda versión, lanzada también en territorio estadounidense y a su vez en Japón, solucionaba algunos problemas técnicos, como el fallo que a veces dejaba la partida congelada.
La tercera versión fue la que se lanzó en Europa, que resolvía más problemas y alteraba ciertos elementos del juego para prevenir errores durante el desarrollo de la aventura. La traducción realizada en los países europeos eliminó y cambió algunos aspectos del guion original, resultando un argumento y unos textos ligeramente diferentes al de los otros territorios. Algunos de estos cambios se añadieron más tarde a la versión Player's Choice lanzada en Estados Unidos.
Antes de la aparición de Metroid Prime 2: Echoes en 2004, Nintendo lanzó un pack que constaba de una GameCube plateada y una copia de Metroid Prime con un segundo disco que contenía un tráiler y una demo del futuro Echoes, una línea de tiempo de los juegos de la serie Metroid y una galería de arte.
Además de las distintas versiones para Nintendo GameCube, Metroid Prime ha sido relanzado en Wii, al igual que su secuela. El título llegó a Japón de la mano del sello New Play Control! el 19 de febrero de 2009. Sin embargo, el título fue lanzado en el resto del mundo, junto a sus dos secuelas en el recopilatorio Metroid Prime Trilogy, lanzado en EE. UU. y Europa el 28 de agosto y el 4 de septiembre, respectivamente.

### Metroid Prime Remastered
Durante la presentación de Nintendo Direct el 8 de febrero de 2023, Nintendo anunció Metroid Prime Remastered, una remasterización en alta definición para Nintendo Switch. Se lanzó digitalmente ese mismo día, con un lanzamiento físico el 22 de febrero en Norteamérica y el 3 de marzo en Europa y Japón. La remasterización fue desarrollada por Retro Studios con la ayuda de desarrolladores como Iron Galaxy Studios. La remasterización presenta nuevas imágenes, esquemas de control actualizados (incluida una opción para controles de doble palanca) y nuevo arte desbloqueable.
Metroid Prime Remastered fue aclamado por la crítica y los usuarios. Samuel Claiborn de IGN lo describió como "un ejemplo perfecto de cómo honrar un clásico elogiado y adaptarlo al código". Fue criticado por no acreditar a los desarrolladores de versiones anteriores de Metroid Prime por su nombre, sino que los acredita como "personal de desarrollo de las versiones originales de Nintendo GameCube y Wii". En marzo de 2023, Metroid Prime Remastered había vendido 1,09 millones de copias.

## Recepción

### Ventas
Metroid Prime fue el juego más vendido de GameCube a nivel mundial. En la lista norteamericana de ventas del mes de noviembre de 2002 se colocó en primera posición superando a Grand Theft Auto: Vice City. En su primera semana vendió 850.000 copias, llegando a un total de 2,82 millones en todo su recorrido comercial reportando más de 350 millones de dólares de beneficio. En Europa alcanzó más de 1.800.000 copias vendidas, entrando a formar parte de la línea económica Player's Choice de este territorio. En Japón vendió más de 900.000 copias y en Australia fue el cuarto juego más vendido de la consola.

### Crítica
Metroid Prime fue aclamado por la crítica, incluyendo puntuaciones perfectas en algunos medios y diferentes premios al mejor juego del año. Fue alabado por su acabado gráfico, sus efectos especiales y sus variados escenarios, por su banda sonora y sus efectos de sonido, su diseño de niveles, su atmósfera inmersiva, y su innovador sistema de juego más centrado en la exploración que en la acción a diferencia de juegos como Halo, manteniéndose fiel a la fórmula Metroid. También tuvo algunas malas críticas, sobre todo por su inusual esquema de botones, que algunos consideraron confuso; otros echaron en falta un mayor desarrollo de la historia, llegando a compararlo con un «arcade de los años noventa con espectaculares efectos visuales y un argumento muy flojo»; y otros pensaron que los jugadores menos expertos «podrían encontrar aburrido volver a visitar los mismos lugares una y otra y otra vez».
En Game Rankings Prime se mantiene como el séptimo mejor videojuego puntuado de todos los tiempos, con una media del 96.38% (en marzo de 2009), siendo el mejor valorado de la sexta generación de consolas.
Metroid Prime aparece en diferentes listas de los mejores juegos de todos los tiempos: 24º en el Top 100 de IGN, 29º de los 100 elegidos por los usuarios de GameFAQs, y el 10.º para Nintendo Power en su Top 200. GameSpy le escogió como el tercer mejor título de GameCube, tras The Legend of Zelda: The Wind Waker y Resident Evil 4, mientras IGN le otorgó el primer puesto en una lista similar.

## Secuelas
Metroid Prime significó el inicio de la trilogía del mismo nombre. Su secuela directa fue Metroid Prime 2: Echoes lanzado en 2004 para GameCube, y en el que Samus viaja al planeta Aether, donde descubre que un meteorito de phazon ha impactado en el planeta creando una realidad alternativa. El juego que cierra la trilogía es Metroid Prime 3: Corruption lanzado en 2007 para Wii, en el que Samus es corrompida por el phazon y donde debe detener los planes de Dark Samus. Corruption hizo algunos cambios en el sistema de juego respecto a los dos anteriores, como el cambio del modo automático de apuntar por otro modo libre gracias a la tecnología del Control Remoto Wii.
Prime tuvo un spin-off en forma de pinball llamado Metroid Prime Pinball, desarrollado por Fuse Games y lanzado para Nintendo DS, en el que las mesas de pinball estaban ambientadas en localizaciones y enemigos del juego.
Metroid Prime: Hunters, desarrollado por Nintendo Software Technology y lanzado en 2006 también para Nintendo DS, situaba su historia entre los hechos acaecidos entre Prime y Echoes. Una demo de este, titulada Metroid Prime Hunters — First Hunt, se regalaba con la compra de una DS. La historia narra la aventura de Samus en busca del «último poder» mientras se enfrenta a seis cazarrecompensas rivales. A pesar de mantener una estética y un sistema de juego parecidos a los de la serie, Hunters se acercaba más al género de acción en primera persona que al de aventura.
Algunos elementos de Metroid Prime han aparecido en otros juegos. En Super Smash Bros. Brawl la Fragata Orpheon forma parte de los escenarios de lucha, y en él aparece la Reina Parásito en el fondo mientras suena una melodía que es una mezcla de la música del inicio y la del menú. El sistema de juego y su interfaz ha servido de influencia e inspiración a otros juegos de acción en primera persona, como Geist o Star Wars: Republic Commando.
En el E3 2017 de Nintendo se confirmó el desarrollo de Metroid Prime 4 para Nintendo Switch.